# Bawm Chin jezik
Bawm Chin jezik (bawm, bawn, bawng, bom; ISO 639-3: bgr), sinotibetski jezik skupine kuki-chin, kojim govori 21 520 ljudi na području Indije, Bangladeša i Burme.
Danas ga na području Indije govori svega 4 440 ljudi (2004) iz plemena Bawm u Mizoramu, Tripuri i Assamu, a većina u Bangladešu 13 500 (1991 census) u planinama Chittagong, i 3 580 u Burmi (2000).
S još deset jezika pripada centralnoj podskupini kuki-chin.

## Vanjske poveznice
- Ethnologue (14th)
- Ethnologue (15th)